# 10182 Junkobiwaki
10182 Junkobiwaki è un asteroide della fascia principale. Scoperto nel 1996, presenta un'orbita caratterizzata da un semiasse maggiore pari a 2,3188810 UA e da un'eccentricità di 0,1430434, inclinata di 7,32320° rispetto all'eclittica.
L'asteroide è dedicato a Junko Biwaki, maestro elementare giapponese.